# Windham (Ohio)
Windham es una villa ubicada en el condado de Portage en el estado estadounidense de Ohio.. Según el censo de 2020, tiene una población de 1666 habitantes.

## Geografía
La localidad está ubicada en las coordenadas 41°14′22″N 81°2′22″O / 41.23944, -81.03944. Según la Oficina del Censo de los Estados Unidos, Windham tiene una superficie total de 5.34 km², de la cual 5.33 km² corresponden a tierra firme y 0.01 km² es agua.

## Demografía
Según el censo de 2020, hay 1666 personas residiendo en Windham. La densidad de población es de 312.57 hab./km². El 83.25% de los habitantes son blancos, el 7.26% son afroamericanos, el 0.30% son amerindios, el 0.42% son asiáticos, el 0.66% son de otras razas y el 8.10% son de una mezcla de razas. Del total de la población, el 1.92% son hispanos o latinos de cualquier raza.